# Philip Lasap Za Hawng
Philip Lasap Za Hawng (ur. 12 lutego 1945 w Pang-Pu) – birmański duchowny rzymskokatolicki, od 1998 biskup Lashio.